# استلار
استلار در سال ۲۰۱۴ و با ماهیتی تقریباً مشابه با ریپل متولد شد. استلار را در واقع می‌توان شاخه یا فورک ریپل دانست. جد مک کالب، بنیانگذار ارشد ریپل با چند نفر از توسعه دهندگان بر سر مسائلی اختلاف نظر داشت که باعث شد در نهایت جد مک کالب ریپل را رها و روی استلار کار کند. در حالی که ریپل به ارائه راه حل برای انتقال بین بانک‌های سراسر جهان متمرکز است، استلار قصد تسهیل پرداخت‌های بین افراد را در سراسر جهان دارد. اما تقریباً شیوه کار هر دو یکی است.
لومن (XLM)، واحد ارز استفاده شده در شبکه استلار است و ۱۰۰ میلیارد از آن ایجاد شده‌است که به مرور و به صورت خودکار به بازار عرضه می‌شود. هر تراکنش در شبکه استلار فقط ۰٫۰۰۰۱ کارمزد دارد و کمتر از ۶ ثانیه انجام می‌شود. در سایت رسمی، استلار خود را یک زیربنای پرداخت متن باز و توزیع شده معرفی می‌کند. پروتکل آن‌ها با استفاده از پرداخت‌های برون مرزی، امکان تبادل با ارزهای سنتی و با تبدیل خودکار را بین مردم سراسر جهان فراهم می‌کند. شبکه استلار غیرمتمرکز است اما مانند ریپل و برخلاف بیت کوین روی بلاک چین فعالیت نمی‌کند. ارز شبکه استلار یا همان لومن قابل استخراج نیست و توسط شرکت مقدار مشخصی ایجاد شده‌است.
به جز استفاده به عنوان ارز دیجیتال با کارمزد کم و سرعت بالا، استلار فراتر از یک ارز دیجیتال است. سازمان‌هایی مانند بانک و سیستم‌های مالی که اصطلاحاً در شبکه به آن انکر (Anchors) گفته می‌شود در شبکه ارتباطات را بررسی می‌کنند. انکرها نهادهای قابل اعتمادی هستند که نقش پل‌های ارتباطی را در شبکه استلار را ایفا می‌کند؛ مثلاً شما در آمریکا و دوست شما در فرانسه است و از شما درخواست پرداخت ۱۰۰ یورو می‌کند. شما می‌توانید از شبکه استلار استفاده کنید و معادل دلاری را برای دوستتان بفرستید. این پول در بانک فرانسه کاملاً خودکار تبدیل به یورو خواهد شد و به دست دوستتان خواهد رسید. پس استلار می‌تواند مانند بقیه ارزهای دیجیتال در ولت‌ها جابه‌جا شود یا از شبکه آن برای پرداخت‌های ارزی دیگر استفاده شود.

## بنیان‌گذار شبکه استلار
بنیان‌گذار استلار فردی به نام مک کالب است که به دلیل مشکلاتی که با گروه ریپل پیدا کرده بود، آنجا را ترک کرد. با وجود تشابهات ساختاری استلار با ریپل تفاوت‌هایی میان این دو وجود دارد. برای نمونه، برخلاف ریپل شما برای عضویت در استلار نیازی به تأیید هویت ندارید و البته استلار بیشتر در میان افراد و عموم استفاده می‌شود. از طرفی استلار یک شرکت غیرانتفاعی و معاف از مالیات است.

## رمزارز استلار
شبکه استلار ارزی به‌نام لومن (XLM) دارد که برای پرداخت کارمزدها از آن استفاده می‌شود. پرداخت در استلار از کارمزد بسیار پایینی (XLM 0.00001) برخوردار است که در مقایسه با بیت کوین هزینه‌ای ندارد. برطبق قانونی که در استلار وجود دارد هر کاربر باید حداقل یک لومن (XLM) در حساب خود داشته باشد تا بتواند از خدمات استفاده کند (بر خلاف ریپل که نیاز به 20 XRP می‌باشد). علاوه بر این، پلتفرم استلار از سطح امنیت بالایی نیز برخوردار است. سرعت تراکنش در شبکه استلار بین ۳ تا ۵ ثانیه می‌باشد و این شبکه توانایی پردازش ۱۰۰۰۰ تراکنش بر ثانیه را دارد.
رمز ارزهای XLM جدید هر ساله با نرخ یک درصد به شبکه استلار اضافه می‌شوند. سازوکار عرضه به صورت هفتگی محاسبه و اجرا شده و استخر عرضه، رمز ارزهای جدید را بین نودهایی که سهمش بیش از ۰٫۰۵٪ از کل موجودی توکن‌های XLM بوده‌است، توزیع می‌کند.

## مزایای استلار
یکی از فواید استلار را می‌توان در کشورهای در حال توسعه دید. کشورهای در حال توسعه یا کشورهایی که با تحریم روبه‌رو هستند و برای انجام معاملات تجاری خود و دستیابی به سرویس‌های مالی مشکل دارند، می‌توانند از استلار استفاده کنند. از دیگر فواید استلار می‌توان به تبدیل ارز دیجیتال به پول رایج کشوری اشاره کرد. بسیاری از افراد یا سرمایه‌گذاران ممکن است در ارتباطات خود به یک نوع ارز خاص نیاز داشته باشند و پلتفرم مالی استلار به دلیل ارتباط با بانک‌های بزرگ دنیا و شراکت با کمپانی آی‌بی‌ام توانسته در این زمینه پیشگام باشد.

## خرید و فروش استلار لومن
برای خرید و فروش استلار لومن، صرافی‌های رمزارزی وجود دارند که شما می‌توانید با ارزهایی چون دلار، یورو یا حتی بیت کوین ارز خود را خریداری کنید. استلار از ارزش بازاری مناسبی برخوردار است و می‌توان آن را در میان ده ارز دیجیتال برتر یافت. کراکن یکی از صرافی‌هایی است که خریدوفروش استلار لومن انجام می‌دهد. این صرافی از امنیت خوبی برخوردار است و برای خرید از آن ابتدا باید با استفاده از پول رایج کشوری احراز هویت صورت گیرد. از دیگر امکانات این صرافی می‌توان به اتصال حساب بانکی بین‌المللی به حساب موجود در صرافی اشاره کرد. به دلیل جدید بودن استلار نمی‌توان فرمول مخصوصی برای رشد ارزش آن در نظر گرفت. بااین‌حال استلار از سال ۲۰۱۷ همانند ارزهای دیگر، رشدی صعودی داشته و در زمانی مشابه با ارزهای دیگر دچار کاهش ارزش شده‌است.